# 流通分
流通分（るづうぶん、るずうぶん）とは、経典を序分・正宗分・流通分と3つに分ける「三分（さんぶん、三科分類法）」の1つ。流通とは、流れ通じることで、広く行きわたることを意味する。また三分の中ではそれを説いた部分をいう。流布（るふ）と同義。
漢訳仏典では「流布」が一般的であるが、中国人の撰述した文献では「流通」が比較的多く散見される。のちに中国では仏教の経典を、科段（分科・科文）といって1つの経を内容によって分類されるようになった。経典を科段に分ける場合、序説の部分を「序分」、本質を説く部分を「正宗分」、そしてその内容を広めていくように勧めた部分を「流通分」と分科した。
流通分はこの三分のうち、その経典や教えの功徳を証して弟子に附属し、その経典を受持し流布することを勧める内容が書かれている部分を指す。
たとえば法華経では、大きく分けて序品を序分、方便品から分別品の前半までを正宗分、分別品から勧発品までを流通分と分科する一経三段と、またそれを細かく分けて、法華経の前半・迹門と後半・本門の2つに分け、その迹本二門にもそれぞれ序・正宗・流通があるとする二経六段がある。
この「三分」は、天台宗以降の法華経を優位視する宗派間において、後に経典だけではなく、釈迦が一代の説法したとされる経典すべてを分類されると解釈されるようになった。つまり華厳・阿含・方等・般若までを序分、法華経（開・結の2経含む）を正宗分、そして涅槃経を流通分と解釈されるに至った。